# 玛妮卡·贾殷
玛妮卡·贾殷（英語：Manika Jain，1965年6月7日—），印度外交官，現任印度駐羅馬尼亞大使，曾任印度駐柬埔寨大使、印度駐墨爾本總領事。

## 经历
玛妮卡·贾殷擁有商學學士學位和法律碩士學位，在加入印度外事服務之前，曾參與政府勞工改革和婦女問題委員會的工作。
贾殷於1993年加入印度外事服務部，擁有豐富的外交經驗。1995年至1997年，任印度駐葡萄牙大使館二等秘書；2002年至2005年，任印度駐緬甸大使館一等秘書；2006至2008年，任印度駐印尼大使館經濟與商務參贊；2013年10月至2017年11月，任印度駐墨爾本總領事。2017年至2020年，任印度駐柬埔寨大使。在此期間，她也曾在新德里爲印度政府執行多項任務。
她曾在印度商業和工業部的貿易政策司工作，並在印度外交部的BSM（孟加拉、斯里蘭卡、緬甸、馬爾地夫）司和東亞司任職。在前往羅馬尼亞使館任職前，賈殷任印度外交部主管僑民事務的辅秘。她也曾在印度世界事務委員會擔任主任，以及在印度外交學院任聯秘。
2024年6月28日，被任命爲印度駐羅馬尼亞大使。

## 個人生活
她對文化、哲學和福利相關工作抱有興趣。育有一女。